# Mike Dibb
Mike Dibb (nacido en Wharfedale, Bradford, West Yorkshire, el 29 de abril de 1940). Es un galardonado documentalista inglés. En casi medio siglo de hacer películas principalmente para televisión sobre temas como cine, literatura, arte, jazz, deporte y cultura popular «ha definido y redefinido no solo el género documental de arte televisivo, sino que ha sabido crear piezas de imagen, como una forma de autorretrato». Dibb ha hecho muchas películas aclamadas, incluidas las de Federico García Lorca, CLR James, Astor Piazzolla, Miles Davis, Keith Jarrett, Barbara Thompson y otros personajes notables. En palabras de Sukhdev Sandhu en The Guardian : «En una carrera que abarca casi cinco décadas, es posible que Dibb haya dado forma a más ideas y ofrecido más formas de ver, que cualquier otro documentalista de televisión de su generación». Mike Dibb es el padre del director de cine Saúl Dibb.

## Carrera
Después de graduarse del Trinity College de Dublín, como bachiller universitario en letras, Mike Dibb se unió a BBC TV en 1963. Trabajó primero como editor asistente y editor de películas en el Departamento de Cine de la BBC hasta 1967, y luego se unió al Departamento de Música y Arte.
Entre 1967 y 1971 dirigió numerosas películas sobre una variedad de temas para varias series de la BBC, incluidas The Movies, Moviemakers at the NFT, Canvas, The Craftsmen, New Release, Omnibus. En 1972 produjo una serie en cuatro partes de películas de 30 minutos llamada Ways of Seeing, ahora considerada no solo como «una obra histórica de la difusión artística británica, sino como un momento clave en la democratización de la educación artística». Con guion del escritor John Berger, Ways of Seeing ganó un premio BAFTA a la mejor serie especializada y fue la base de un bestseller, con diseño de Richard Hollis y edición conjunta de la BBC y Penguin Books, en 1972.
En 1976 Dibb hizo una película basada en Beyond a Boundary, el libro clásico de CLR James, y el 23 de febrero de 1979 la BBC emitió su película basada en el libro de 1973 The Country and the City de Raymond Williams.
En 1983, Dibb dejó la BBC para trabajar de forma independiente. Se unió a Third Eye Productions, una compañía formada por varios otros exmiembros del departamento de Música y Arte de la BBC, incluidos Barrie Gavin, Peter West y Geoff Haydon. Después de 1986, Dibb comenzó a realizar muchas de sus películas a través de su propia empresa, Dibb Directions Ltd (DD).
Los numerosos documentales notables que ha realizado incluyen El espíritu de Lorca, sobre el poeta Federico García Lorca (en colaboración con el biógrafo de Lorca Ian Gibson) el cual obtuvo en 1986 el Premio de Oro del Festival de Cine y TV de Nueva York, y ¿A qué juega Cuba? (sobre las raíces afro-españolas de la música cubana) presentado en BBC Arena en 1985. Tango Maestro - La vida y la música de Astor Piazzolla, estrenado en 2005 por la BBC), y Keith Jarrett - El arte de la improvisación presentado en 2005 por Channel 4. Con Stephen Frears en 1994 codirigió Typically British, un documental para el British Film Institute y Channel 4 acerca de la historia del cine británico.
En noviembre de 2011, Dibb participó en una clase magistral en charla con David A. Bailey, como parte de la intervención de dos días en el Foro Internacional de Curadores en el Centro Arnolfini de Bristol.
Su película de dos horas The Miles Davis Story (DD y Channel 4 Television) ganó el premio de televisión de la Royal Philharmonic Society y un premio Emmy internacional al mejor documental artístico del año 2001.
La película más reciente de Dibb, Barbara Thompson : Playing Against Time, es un documental «musical-médico» de 75 minutos «sobre la enfermedad de Parkinson vista a través del prisma de la música», que narra la lucha del célebre saxofonista por seguir actuando, a pesar de haber desarrollado la enfermedad. Se transmitió por primera vez en BBC Four, el 19 de febrero de 2012.
Su primer libro, Spellwell  del año 2010 (Editorial Muswell Press), fue escrito en coplas con rima e ilustrado por Roddy Maude-Roxby. El libro fue una guía lúdica de las idiosincrasias de la ortografía en inglés.
Una importante retrospectiva en línea de su trabajo A Listening Eye con la curaduría de Matthew Harle y Colm McAuliffe para la Whitechapel Gallery en East London, se presentó de enero a marzo de 2021.

## Filmografía selecta
- 2011 Barbara Thompson: Playing Against Time (BBC Four)
- 2009 Personally Speaking: A Long Conversation with Stuart Hall, interviewed by Maya Jaggi
- 2005 Keith Jarrett: The Art of Improvisation (Channel 4)
- 2004 Edward Said: The Last Interview (ICA Projects)
- 2004 Tango Maestro - The life and music of Astor Piazzolla (DD/BBC)
- 2003 Steven Rose – political scientist (BBC Four profile)
- 2003 Edward Said (presented by Charles Glass, BBC Four profile)
- 2002 Studs Terkel (BBC Four profile)
- 2001 The Miles Davis Story (Channel 4)
- 1999 The Beginning of The End of the Affair (exploration of the real-life background to Graham Greene's celebrated novel; BBC)
- 1996 A Curious Mind - A.S. Byatt (BBC Bookmark)
- 1996 The Fame and Shame of Salvador Dalí (con el biógrafo de Salvador Dalí Ian Gibson y BBC)
- 1995 The Further Adventures of Don Quixote (BBC Bookmark)
- 1994 Typically British (with Stephen Frears; Channel 4/BFI)
- 1991 Elmore Leonard’s Criminal Records (BBC)
- 1989 Octavio Paz (BBC)
- 1985 What’s Cuba Playing At? (BBC Arena)
- 1984 Memories of The Future - John Ruskin and William Morris (Channel 4)
- 1984 C. L. R. James in conversation with Stuart Hall (Channel 4)
- 1983 Classically Cuban (on Alicia Alonso and Cuban National Ballet; BBC)
- 1979 The Country and the City (with Raymond Williams, based on his classic study of English literature; BBC)
- 1976 Beyond a Boundary (with C. L. R. James, based on his classic book of the same name about cricket; BBC Omnibus)
- 1976 Seeing Through Drawing (with David Hockney, Jim Dine, Ralph Steadman and others; BBC)
- 1972 Ways of Seeing (with John Berger, BBC; BAFTA Award 1972)